# Précontinent

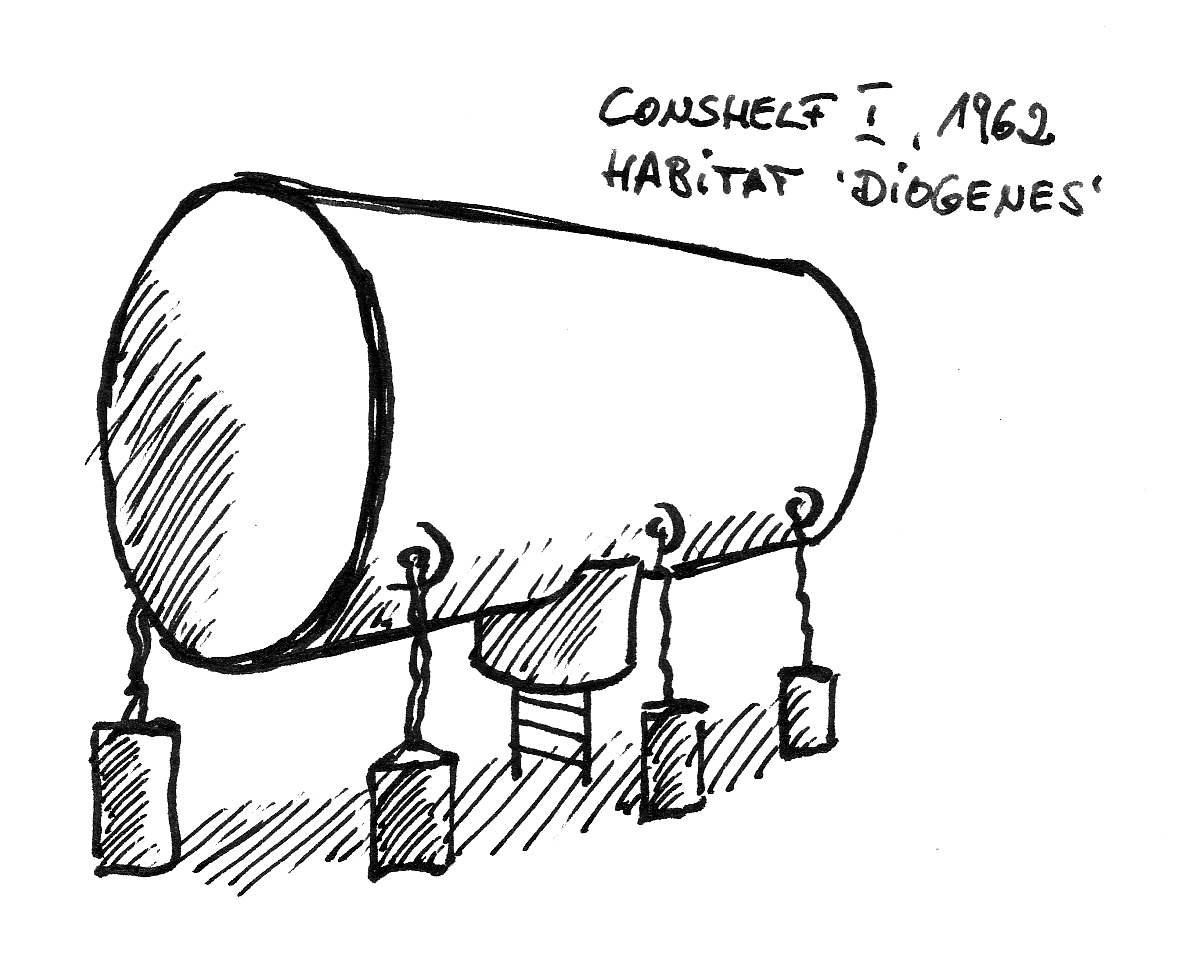
Précontinent I, 1962

Les projets Précontinent sont nés à l'initiative de Jacques-Yves Cousteau. Ils ont consisté à créer des habitacles sous-marins non-éloignés de la côte et situés à basse profondeur (dans le cas de Précontinent I et Précontinent II) et à grande profondeur (dans le cas de Précontinent III).
- Précontinent I : eut lieu en 1962 à 10 mètres de profondeur.
- Précontinent II : eut lieu en 1963 à 10 et 25 mètres de profondeur.
- Précontinent III : eut lieu en 1965 à 100 mètres de profondeur.

L'objectif était de vivre sous l'eau dans un espace contenant sa propre atmosphère, y vivre c’est-à-dire y dormir, manger, travailler... Pour ce faire des plongeurs partaient vivre pendant une période plus ou moins longue dans des "maisons sous-marines", terme utilisé par Cousteau lui-même pour désigner ces habitacles sous-marins. Du fait de sa grande profondeur Précontinent III servit aussi aux chercheurs du monde entier dans la recherche spatiale.